# دونالد ترمب الابن
دونالد جون ترمب الابن (بالإنجليزية: Donald Trump Jr.) (مولود في 31 ديسمبر 1977) هو رجل أعمالٍ أمريكي، والابن البِكر للرئيس الخامس والأربعون المنتخب للولايات المتحدة دونالد ترمب من زوجته الأولى ايفانا. يعمل حاليًا مع شقيقته إيفانكا ترمب وأخيه إريك ترمب الذي يشغل حاليًا منصب نائب الرئيس التنفيذي في منظمة ترمب.

## حياته
ولد دونالد ترمب الابن في 31 ديسمبر 1977 في ولاية مانهاتن، بمدينة نيويورك. لديه أخوه أشقاء أصغر منه هما إيفانكا وإريك، كما لديه أختٌ غير شقيقة تدعى تيفاني، من زوجة والده السابقة لمارلا مابلز، وأخٌ غير شقيق يدعى بارون ترمب. زوجة والده الحالية هي ميلانيا ترمب. يجيد ترمب الابن اللغة التشيكية.
تلقى تعليمه في مدرسة هيل في بوتستاون، بنسلفانيا، ثم درس في جامعة وارتون في بنسلفانيا، حيث حصل على شهادة البكالوريوس في الاقتصاد.

## روابط خارجية
- دونالد ترامب الابن على موقع IMDb (الإنجليزية)
- دونالد ترامب الابن على موقع الموسوعة البريطانية (الإنجليزية)
- دونالد ترامب الابن على موقع قاعدة بيانات الفيلم (الإنجليزية)
- دونالد ترامب الابن على موقع كينوبويسك (الروسية)